# Крушение парома в Мозамбике (2024)
Крушение парома в Мозамбике  — крупное транспортное происшествие в Мозамбике.

## Ход событий
7 апреля 2024 года у северного побережья Мозамбика между Мозамбикским проливом и заливом Моссурил затонуло рыбацкое судно, переоборудованное в паром, на борту находилось примерно 130 человек.
В результате крушения погибло более 100 человек, в том числе много детей. Около двадцати человек числятся пропавшими без вести. Корабль следовал из Лунги в округе Моссурил (провинция Нампула) на остров Мозамбик. Большинство пассажиров пытались покинуть материк из-за вспышки холеры на юге Африки, причём провинция Нампула оказалась одной из наиболее пострадавших. Чиновник из провинции Нампула Хайме Нето заявил, что дезинформация о холере заставила людей запаниковать и сесть на корабль. Остальные люди на борту парома планировали посетить ярмарку на острове. Спасатели обнаружили пятерых выживших, двое из них были госпитализированы.
Тела погибших вынесло на берег, некоторые из них были быстро похоронены в соответствии с исламскими обрядами. Чиновники Мозамбика первоначально заявили о том, что причиной крушения стал перегруз судна. По словам мозамбикской журналистки Берты Мадиме, катастрофа произошла, несмотря на то, что чиновники Мозамбика оказывали давление на паромных операторов с требованием повысить безопасность перевозок. За тысячами паромов, работающими в Мозамбике, практически не ведётся надзор, и инциденты не являются редкостью. Однако крушение парома 7 апреля 2024 выделяется большим числом погибших.